# سمکه، ادلب
سمکه (به عربی: سمکة) یک روستا در سوریه است که در ناحیه مرکزی معره‌النعمان واقع شده‌است. سمکه ۳۲۲ نفر جمعیت دارد.